# Les italiens
L'orchestra Les italiens è un ensemble di più di 10 elementi condotto dal noto Jazzista Alessandro di Puccio e costituito nel 1998. L'orchestra conta nel suo organico alcuni tra i più noti Jazzisti italiani come Alessandro Fabbri, Jacopo Martini, Dario Cecchini, Nico Gori.

## Storia
L'orchestra Les Italiens viene fondata nel 1998 da Alessandro di Puccio, jazzista che ha collaborato con musicisti del calibro di Bruno Tommaso, Enrico Pieranunzi, Rita Marcotulli e suonato per più di venti anni con Luca Flores; nel 2003 pubblica il primo album per la Silence di Marco Lamioni (Mondo Candido, Gazzara, Hector Zazou) dove partecipano artisti come Stefano Bollani, Antonello Salis e l'attore Carlo Monni. L'album durante gli anni successivi viene diffuso dalle principali emittenti radiofoniche nazionali e internazionali, incluse la RAI, alcune radio francesi, la radio nazionale svizzera e quella turca. Fino al 2005 i Les italiens partecipano a numerosi festival di musica Jazz in città come Ankara, Istanbul e partecipando a manifestazioni come il festival di Villa Celimontana a Roma, Fabbrica Europa a Firenze e ancora il Grey Cat Festival, il Festival Delle Colline, Esperanto Mediterraneo, Voci e suoni della sera e Lugo Musica Estate in Emilia-Romagna. Tra il 2005 e il 2009 la musica dei Les italiens ha attraversato film, spot pubblicitari e introdotto sigle per trasmissioni televisive e produzioni RAI; tra le partecipazioni più note: la colonna sonora per il film di Ma che ci Faccio qui, diretto da Francesco Amato e distribuito da Istituto Luce, e il brano Twist Manouche utilizzato come sigla dalla trasmissione RAI Blog - Reazioni a Catena condotta da Catena Fiorello.

## Il ritorno
Dal 2006 al 2009 i Les italiens ripensano la loro musica a partire dal percorso che li ha portati a suonare per le città d'Italia e d'Europa, alla ricerca dei suoni e delle tradizioni di quelle terre. È l'incontro con lo stile delle orchestre italiane che incendiavano le notti del secondo dopoguerra che permette ai Les italiens di lanciare nuovamente il loro sound costituito da boogie woogie contaminati, merengue, Jump, chansons francofone, canzonette che recuperano lo stile del Quartetto Cetra

## La ricerca storica
Verdeluna Dancing Hall, il nuovo album dei Les italiens, è frutto di una ricerca storico-sonora legata ai suoni delle orchestre italiane del dopoguerra. Una ricerca che parte dal recupero di quella rinascita musicale influenzata dai generi "da ballo" della musica americana e che diventerà matrice sonora della "nuova" canzone italiana: il jazz, in particolare il jazz suonato ed inciso in Italia da musicisti italiani dal 1912 al 1950, è ancora oggi in larga parte sconosciuto. Partendo da un'attuale e naturale necessità compositiva che conduce verso l'espansione dell'espressività jazzistica verso forme e linguaggi musicali appartenenti alle culture mediterranee, l'orchestra Les italiens ha in qualche modo percorso un tragitto che l'ha condotta a ritrovare nel passato musicale dell'Italia la principale fonte d'ispirazione per la sua musica. Si tratta dell'incontro con lo stile delle orchestre italiane dell'immediato dopoguerra fino a tutti gli anni cinquanta, quelle orchestre che animavano la vita notturna delle piccole e provinciali “metropoli” Italiane ancora segnate dal dolore lasciato della guerra

## Formazione
- Alessandro di Puccio - vibrafono e percussioni
- Francesca Taranto - basso, voce
- Jacopo Martini - chitarra manouche
- Stefano Onorati - pianoforte
- Alessandro Fabbri - batteria
- Emanuele Parrini - violino
- Luca Gelli - chitarra acustica e chitarra elettrica
- Dario Cecchini - sax baritono e sax soprano
- Simone Santini - sax alto e sax soprano
- Luca Marianini - tromba
- Marco Bini - sax tenore
- Nico Gori - clarinetto
- Franco Pinzauti - autore testi

## Discografia

### Album in studio
- 2003 - Les italiens (Forest Hill)
- 2009 - Verdeluna Dancing Hall (Silence)

### Compilation
- 2006 - Ma che ci faccio qui! (RAI TRADE)